# Acy
Acy é uma comuna francesa na região administrativa de Altos da França, no departamento de Aisne.

## Demografia
Em 2006 Acy apresentava uma população de 907 habitantes, distribuídos por 396 lares. Em 2008, a população era de 898 habitantes.
| 1962 | 1968 | 1975 | 1982 | 1990 | 1999 | 2006 | 2008 |
| ---- | ---- | ---- | ---- | ---- | ---- | ---- | ---- |
| 962  | 924  | 922  | 992  | 985  | 951  | 907  | 898  |